# 天台寺
天台寺（てんだいじ）は、岩手県二戸市浄法寺町にある天台宗の寺院。山号は八葉山。
1976年、中尊寺貫主であった今春聽（作家今東光）が特命住職として晋山、本尊十一面観音像（丈六立像）の新たな造立を発念し復興に着手したが、着任から二年、宿痾の結腸癌に斃れ遷化した。のちの1987年、瀬戸内寂聴が住職として後任を勤め（現・名誉住職）復興の責を果たしたことで知られる。また、その際に植えられたアジサイが名物となっており、毎月1回の法話の日と7月に開催される「天台寺あじさい祭り」の期間は、境内に入りきれないほどの参拝客で賑わう。

## 歴史
寺伝によれば、奈良時代の神亀5年（728年）に行基菩薩が聖武天皇の命を受けて、八葉山と命名し、山中の桂の大木を刻んで本尊聖観音菩薩とし、天皇直筆の額を掲げて開山したものという。草創の正確な時期は不明であるが、寺に伝わる仏像の制作年代から、平安時代には寺観が整っていたと思われる。もともとは山道下の桂の大木の根元から清水が湧き出ていたことから「桂泉観音」「御山の観音」と呼び親しまれており、霊地として崇められていた桂清水が、のちに観音の霊場として、そして古代において日本最北の仏教文化へ発展したものと考えられている。
現存の仏像や遺物等からはまだ奈良時代に遡る確証は得られていない。1980年（昭和55年度）に行われた第五次発掘調査では、現本堂（観音堂）の東側から礎石立建物跡が検出された。これは出土土器と915年8月17日に噴火した十和田火山灰の抱合状態から、成立は10世紀と推定された。仏像の制作年代は10世紀中頃と思われる。これを考え合わせると、天台寺が寺としての体裁を整えたのは10世紀中葉と考えられる。十和田火山の大噴火により、米代川流域の集落は火砕流や泥流、火山灰により大きな被害を受けた。安比川流域においても火山灰被害は甚大であった。十和田湖火山の噴火後に安比川流域の集落遺跡が急増している。これは陸奥から鹿角や津軽とを結ぶ重要ルートの復旧のため農民が移動させられたと考えられる。そして、その農民の鎮護と人々の祈りのために、天台寺が整備されたとも考えられる。
八幡平市田山で語られる、だんぶり長者伝説でも天台寺との関連が語られている。子供を授からなかっただんぶり長者夫妻は、天台寺の桂清水観世音に参拝して、その結果桂姫を授かる。だんぶり長者の夫婦の出身地、秋田県大館市独鈷や鹿角市小豆沢と長牛には姫の死後、勅令により姫と長者の霊を弔うため、大日社が建てられたとされる。
「天台寺」の名称が初めて資料にあらわれるのは南北朝時代、正平18年（1363年）の銅鰐口で、元中9年（1392年）と伝えられる銅鐘銘には「桂泉」の名も見られる。この頃には勢力を拡大してきた南部氏が天台寺を崇敬・保護するようになり、室町時代中期には、糠部三十三所観音巡礼の第一番札所ともなった。江戸期になり、万治元年（1658年）盛岡藩主南部重直が天台寺を再興、続いて元禄3年（1690年）、南部重信が大修理を行った。このとき建築されたのが現在の本堂（観音堂）である。このとき敷地内には27社もの末社も整備され、寺院として隆盛を誇った。藩からは100石を超える寺領が与えられ、別当（住職）桂寿院を中心に、徳蔵坊・池本坊・実蔵坊・宝蔵坊・中之坊・代仙坊・月山別当三光院などが補佐し、一山の運営・管理にあたっていた。

### 廃仏毀釈
明治政府が神仏分離令を布告し、その分離政策を神道関係者と地方官吏とが「仏法を廃し、釈迦の教えを棄却する」までに拡大解釈した結果、天台寺は国内最大級の被害を受けた。明治3年12月（西暦で1871年）、当時の青森県官吏が実地調査に入ると、山内20ヘクタールに末社27社が散在していたにもかかわらず、官吏はこれを無視して、天台寺境内周囲約1ヘクタールのみとし、他の末社をことごとく廃止した。山林は官有林とされた。仏像も数多く焼き払われた。本尊などは当時の檀家の人々によって山林に隠されたため破壊は逃れたものの、土中に埋められたり、野ざらしの状態で保管されていたため、保存状態は悪いものが多い。本堂、薬師堂、毘沙門堂、十一面観音堂以外の社殿はほぼ焼き払われ、梵鐘は破壊され、宝物であった大般若経写本までも焼かれたという。

### 霊木伐採事件
昭和28年（1953年）から昭和31年（1956年）にかけて、当時の住職が業者に騙され、業者の手によって境内の杉の巨木1666本が無断で伐採された。当初の理由は、一部檀家が本堂屋根改修経費を捻出するために30本程度の伐採許可を得たというものだったが、現実の伐採作業はその後も延々と続けられた。また伐採杉は、「天然秋田杉」と産地を偽った上で総額約2億円で売り払われてしまい、寺はさらに衰退した。昭和35年（1960年）には伐採関係者により、寺領約20ヘクタールのうち18ヘクタールに地上権が設定され、再度の植林作業を行う自由も奪われた。檀家により地上権契約の解消を要求されるも、正式な手続きで登記された以上契約解消は困難であった。
昭和36年（1961年）、檀家側から盛岡地方裁判所に民事訴訟が始まり、昭和42年（1967年）まで38回の弁論を通じて、双方で地上権設定の有効無効を争われた。昭和42年以降は裁判所側の要望により調停になるものの、調停作業は実質14回もの回数に及んだと言われ、話し合いがつくところまで至らなかった。しかし昭和51年（1976年）、寺院の荒廃問題がマスコミによってクローズアップされたころと前後して、被告側に譲歩の態度が見られ、3ヘクタールを除いて地上権を解除するということで合意が得られた。

### 寺院復興
寺の復興が始まったのは上記事件の収まった頃である。この機運の高まりに昭和50年（1975年）、天台宗東北大本山中尊寺貫主であった今春聽（今東光）が特命住職を拝命、翌年4月晋山式を行った。聖観音像を前立佛とし、本尊十一面観音像（丈六立像）の新たな造立を発念した晋山・復興への強い決意を吐露する法話録音が現存する。今春聽は昭和52年（1977年）9月にS字結腸癌のため急逝するものの、その遺志は受け継がれ、夫人の今きよにより1千万円が寄贈され、重要文化財（菩薩像）や廃仏毀釈時に被害を受けた神仏像などの「収蔵庫」が建設された。
昭和53年（1978年）、新たな梵鐘(鐘銘撰文：山田恵諦座主)、鐘楼と、東光春聽大和尚供養塔が完成し、秋には今きよの発願により「天台寺開創1250年記念」の法要が厳修された。随喜参列者もわずか数名で、読経中に堂内に突風が吹き荒れ、丈六像（薬師如来坐像）の右腕がはずれ落ち、堂守が急遽、鉤釘で補修するという状態であったが、法要終了後には虹がかかり、その後の瑞兆となった。
復興に最も大きな影響があったのは、春聽の法弟子、瀬戸内寂聴の住職就任（昭和62（1987年））である。寂聴は寺の復興に注力し、在職中に天台寺を東北有数の有名寺院に押し上げた。
- 昭和51年（1976年） - 第71世、特命住職として今春聽（今東光）が就任。
- 昭和53年（1978年） - 第72世の住職として菅野澄覚が就任。
- この間に一人住職が短期間存在する
- 昭和62年（1987年） - 第73世の住職として瀬戸内寂聴が就任。
- 平成17年（2005年） - 第74世の住職として菅野澄順が就任。
- 令和3年（2021年） - 第75世の住職として菅野宏紹が就任。

## 文化財

### 重要文化財
- 本堂（附:棟札、造営文書） - 入母屋造、銅板葺きの密教仏堂。万治元年（1658年）、盛岡藩2代藩主南部重直によって造営された。
- 仁王門 - 本堂と同時期の明暦3年（1657年）に造営。
- 木造聖観音立像（桂泉観世音） - 像高118.2センチ。像表面の大部分に規則的なノミ痕を残して荒彫り風に仕上げた、いわゆる「鉈彫」の典型的作品で、平安時代、11世紀頃の作と推定される。
- 木造十一面観音立像

### 岩手県指定有形文化財
- 木造二天王立像 - 伝・広目天立像、伝・多聞天立像の2体。両像ともカツラ材の一木造で、本尊とほぼ同時期の作と推定される。細い腰帯の下に幅広の腰帯を着けるが、この甲制は山形・立石寺の木造毘沙門天立像（9世紀）や岩手・成島毘沙門堂の兜跋毘沙門天立像（10世紀から11世紀）など、東北地方の神将形の作例にしか見られない珍しいものである。

### その他史跡
- （伝）長慶天皇陵
- 姥杉 - もっとも太いと言われた杉切株。周囲約15mにも及び、俗に八畳敷きとも呼ばれる。明治36年（1903年）焼失。平成13年（2001年）、史実と測量に基づき復元される。
- 土踏まずの丘 - 三重に土盛りされた小高い丘。桂清水の向かい側にある。経塚とも、墓地とも伝えられる。

## 札所
奥州観音霊場の第33番札所。

## 所在地
岩手県二戸市浄法寺町御山久保33-1

## 交通アクセス
- JR東日本東北新幹線二戸駅より車で20分
- JRバス二戸線（二戸駅 - 浄法寺)で15分、「天台寺」下車　参道まで徒歩15分
- 八戸自動車道浄法寺インターチェンジより5分